# 日本政策学校
一般財団法人日本政策学校（にほんせいさくがっこう、Japan school of policy making）は、2011年に政治リーダーを育成・輩出することを目的に発足した政治塾である。
政治家を中心に、経営者・マスコミ関係者など、各界に多数の人材を輩出している。

## 概要
主義主張・政党を越えた自由な議論を通じて多様な民意が反映される「真の民主主義社会」を実現するため、その推進役となる政治リーダーを育成・輩出することを目的に発足、運営されている。
入学に関して特定の試験・選考などは行われておらず、年齢・学歴・資格・収入などの規定も無い。
開講期間は1年で、カリキュラムの特徴として、政治家・学者を中心に有識者を招いての講義を東京都内で週1回程度開催していること、さまざまな社会問題の焦点となっている現場を視察する「現場視察」を行っていることなどが挙げられる。
なお、講師陣は著名な人物が多いが、主義・論調はさまざまであり、思想や立場において特定の指導がされたり、一定の思想が排除されるということはない。

## 関連人物
- 金野索一（学長）【2011年～】
- 鈴木崇弘（代表）【2011年～2020年1月】
- 谷隼太（共同代表兼事務局長）【2011年～2016年退任】
- 上田博和（理事長）【2017年～】
- 島桜子（理事）【2011年～】
- マエキタミヤコ（理事）【2011年～】
- 本橋聡（理事）【2017年～】
- 川端秀明（理事）【2017年～】
- 北野数馬（理事）【2017年～】
- 平下智隆（理事）【2017年～】
- 山下元一郎（理事）【2017年～】
- 松浦啓之（理事）【2017年～】
- 渡瀬裕哉（理事）【2017年～】
- 倉持麟太郎（理事）【2017年～2017年9月退任】
- 上月茶奈（事務局長）【2016年～】
- 簑島彩乃（事務局員）【2017年～】
- 加藤和磨（事務局員）【2011年～】
- 千葉偉才也（事務局員）【2011年～】
- 丸山純孝（監事）【2011年～】
- 上杉隆（顧問）【2016年～】
- 松田公太（顧問）【2017年～】
- 奥村政佳（第1期生・元参議院議員）
- 大塚小百合（第12期生・衆議院議員）